# Todd Russell Platts

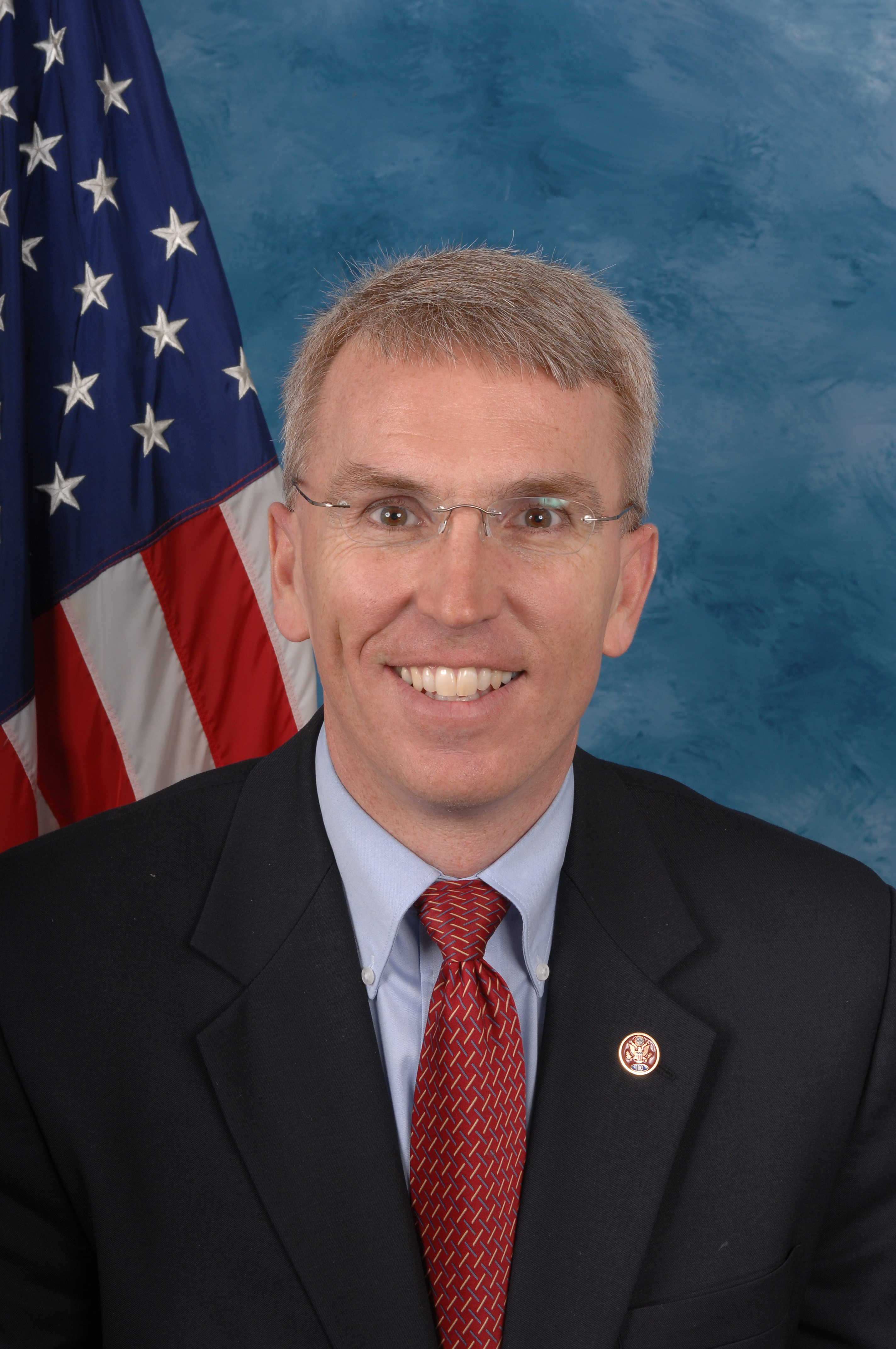
Todd Russell Platts

Todd Russell Platts (* 5. März 1962 in York, Pennsylvania) ist ein US-amerikanischer Politiker der Republikaner. Von 2001 bis 2013 vertrat er den Bundesstaat Pennsylvania im US-Repräsentantenhaus.

## Werdegang
Todd Platts besuchte bis 1980 die York Suburban High School und danach bis 1984 die Shippensburg University of Pennsylvania. Anschließend studierte er bis 1991 an der Law School der Pepperdine University in Malibu (Kalifornien) Jura. Politisch schloss er sich der Republikanischen Partei an. Zwischen 1992 und 2000 saß er als Abgeordneter im Repräsentantenhaus von Pennsylvania.
Bei den Kongresswahlen des Jahres 2000 wurde Platts im 19. Wahlbezirk von Pennsylvania in das US-Repräsentantenhaus gewählt, wo er am 3. Januar 2001 die Nachfolge von William F. Goodling antrat. Nach fünf Wiederwahlen gab er im Januar 2012 bekannt, bei der Wahl 2012 nicht mehr anzutreten und schied am 3. Januar 2013 aus dem Parlament aus. Er unterstützte viele, aber nicht alle Aktivitäten der Regierung von Präsident George W. Bush. Unter anderem befürwortete er den Irakkrieg. Platts war Mitglied im Streitkräfteausschuss, im Ausschuss für Bildung und Arbeit und im Committee on Oversight and Government Reform sowie in insgesamt sechs Unterausschüssen. Er gehörte außerdem dem Congressional Arts Caucus an.